# ミヒール・スウェールツ
ミヒール・スウェールツ（Michiel Sweerts、ミハエル・スウェールツ:Michael Sweertsとも、1618年9月29日(洗礼日）- 1664年6月1日）は、17世紀フランドルの画家である。ローマやブリュッセルで働いた。

## 略歴
ブリュッセルでリネン商人の息子に生まれた 。ローマに移って画家として働きだす前のことはほとんど知られておらず、誰の弟子であったかも不明である。1846年にローマに到着し、その後、6年から8年間ほど、ローマで働いた。1640年ころまでローマで活動して人気のあった風俗画家、ピーテル・ファン・ラール（通称、バンボッチオ）のスタイルから影響を受けた「バンボッチャンティ」と呼ばれる画家たちの中で活動した。バンボッチャンティの画家たちは都市や田舎の農民などを描いた小さなサイズの油絵や版画を制作することで人気があった。
スウェールツもバンボッチャンティのスタイルの風俗画や、アトリエで絵を描く画家を題材にした作品を描いた。1647年にローマのアカデミア・ディ・サン・ルカの会員になったとされる。またパンテオンの前で定期的に展覧会を開く「Congregazione Artistica dei Virtuosi al Pantheon」という美術家グループ と交流があったとされる 。 ブリュッセルからローマに修行にきたウィレム・ロイター(Willem Reuter)を指導したとされる。
ローマでの活動についても断片的な記録しか残っていないが、ローマ教皇インノケンティウス10世の一族でローマで権勢を誇ったパンフィーリ家、特に教皇の甥のカミッロ・パンフィーリ(Camillo Francesco Maria Pamphili)のために働いたとされ、カミッロ・パンフィーリの肖像画を描き、彼のために劇場の舞台美術の仕事などもした。カミッロ・パンフィーリの支援を受けてローマで美術学校を開いた 。スウェールツはジャン・ロレンツォ・ベルニーニやフランチェスコ・ボッロミーニと同じようにインノケンティウス10世から騎士の称号(Cavaliere di Cristo)を与えられた。
ローマ滞在中に、アムステルダムの有力な商人の一族、Deutz 家との関係を持つようになり、生涯にわたって支援を受けることになった。 1651年に、絹の販売を代行する委任状を与えられ、スウェールツの多くの絵画が買い上げられ、Deutz 家のためにイタリアで美術品を購入するなどもした。
ローマの有力者の支援を受けていたが1652年から1654年の間のどこかで、理由も不明であるがローマを離れた。1659年にブリュッセルの聖ルカ組合に登録された。ブリュッセルで美術学校を開き、生徒のための人物画の手本となる版画集も出版した 。
東洋への宣教を志し、アムステルダムで、菜食などの修行をした後、伝道師の一行に加わり1662年の1月、マルセイユを出発した。トルコ、シリア、ペルシャへと移動したが、過酷な旅に精神的に耐えられなくなり、1662年5月にシリアからペルシャへの旅の途中で、伝道団から離脱した。その後、インドのポルトガル領ゴアのイエズス会の教会で暮らし、コアで、1664年に没した。45歳であった。

## 作品

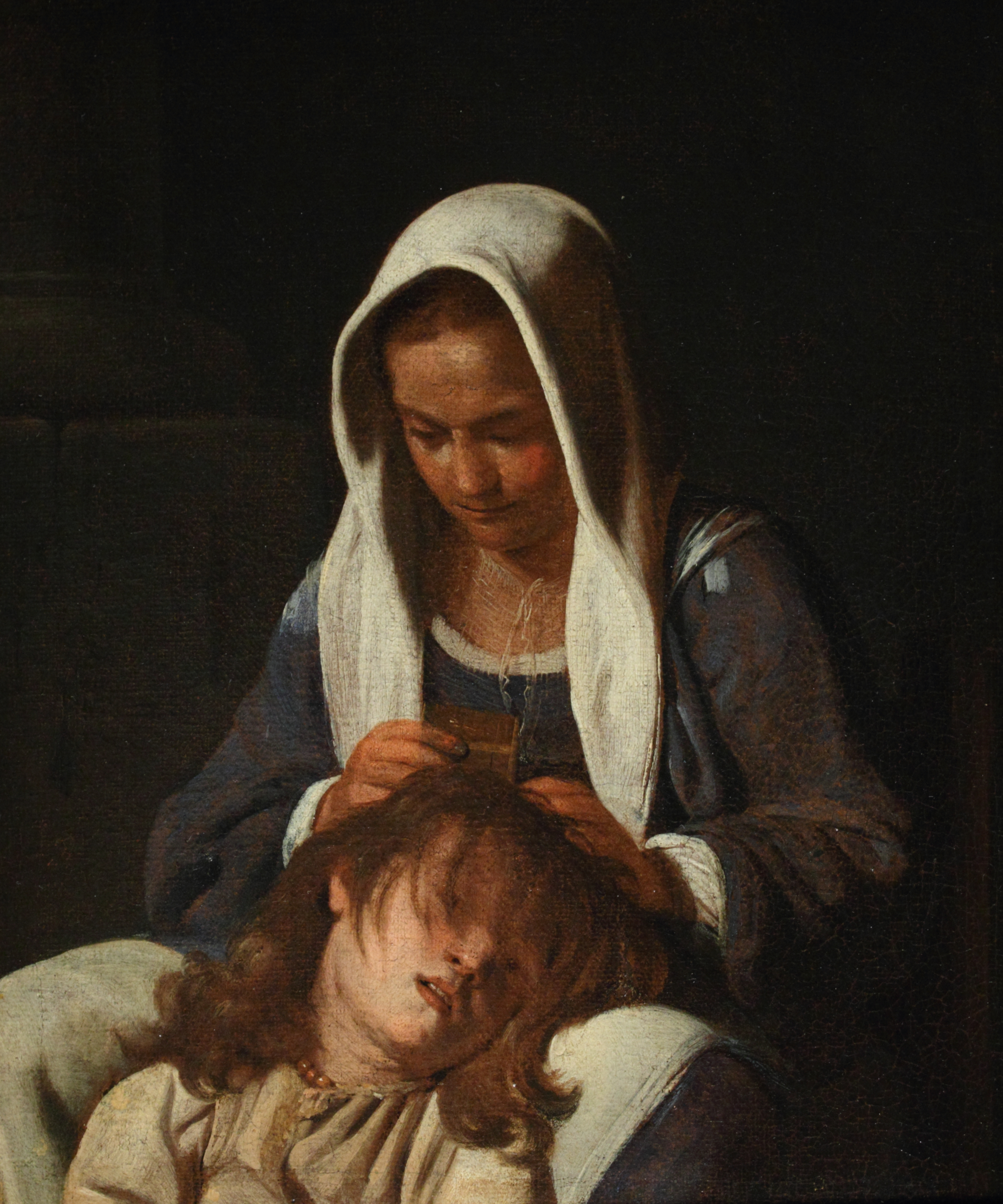
「虱取」(1646/1651)、Musée des Beaux-Arts de Strasbourg蔵
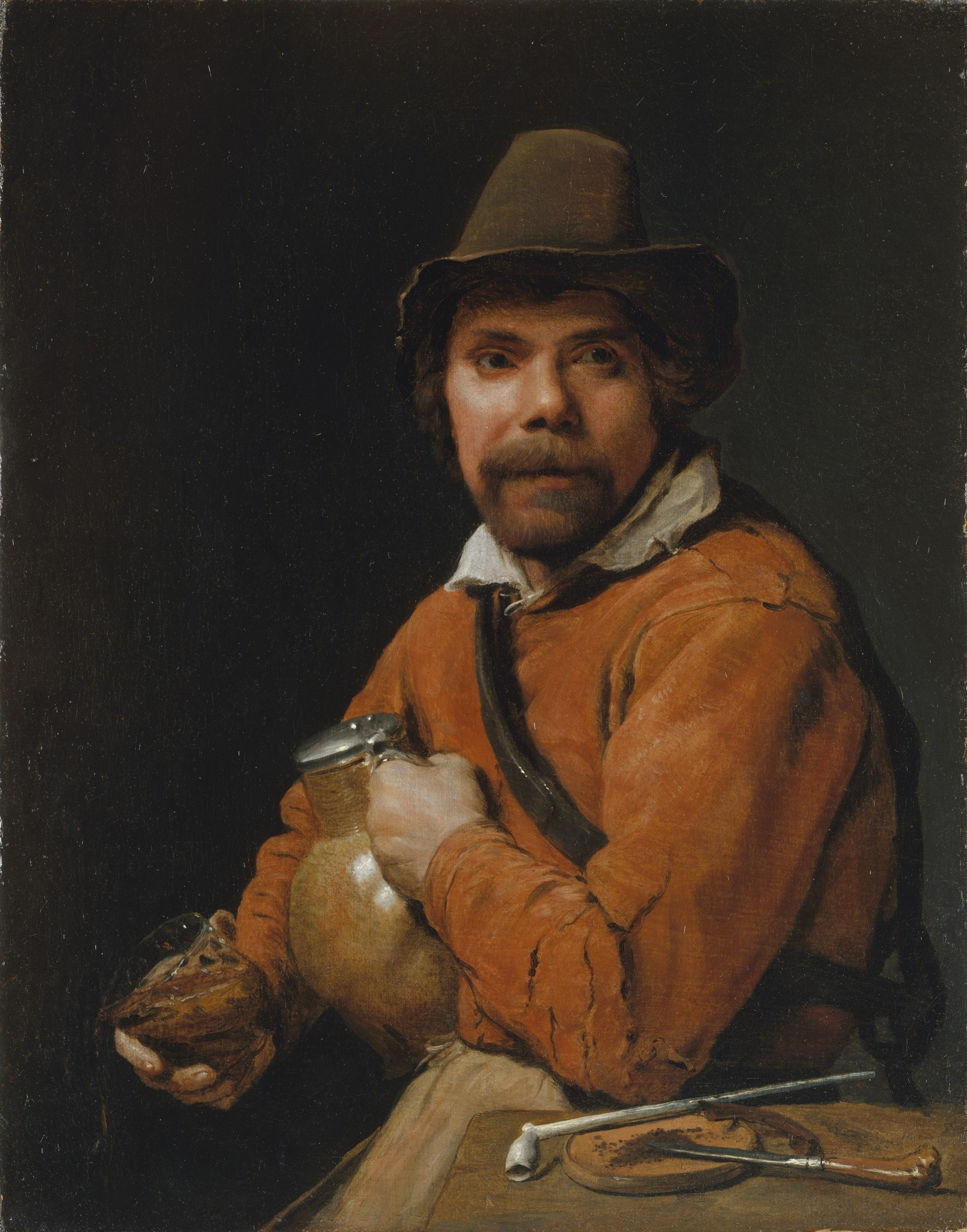
水差しを持つ男　(c.1660)、メトロポリタン美術館蔵
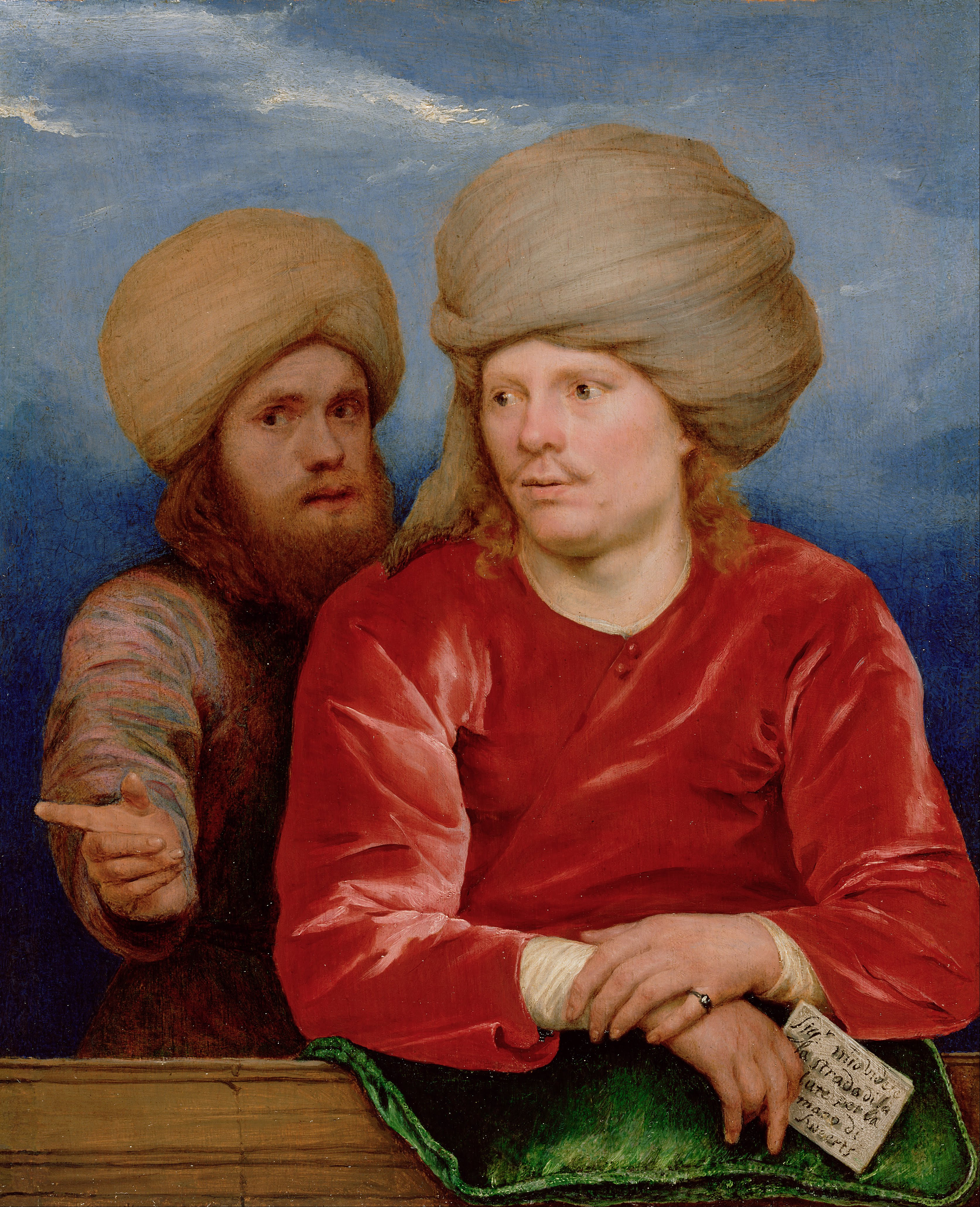
肖像画
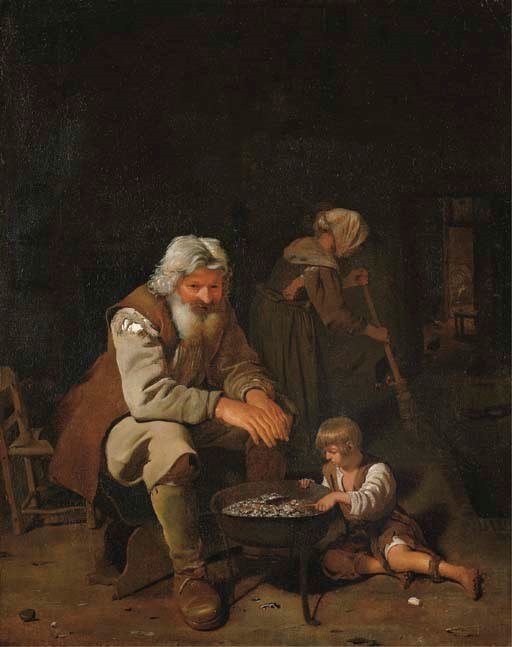
冬の寓意画

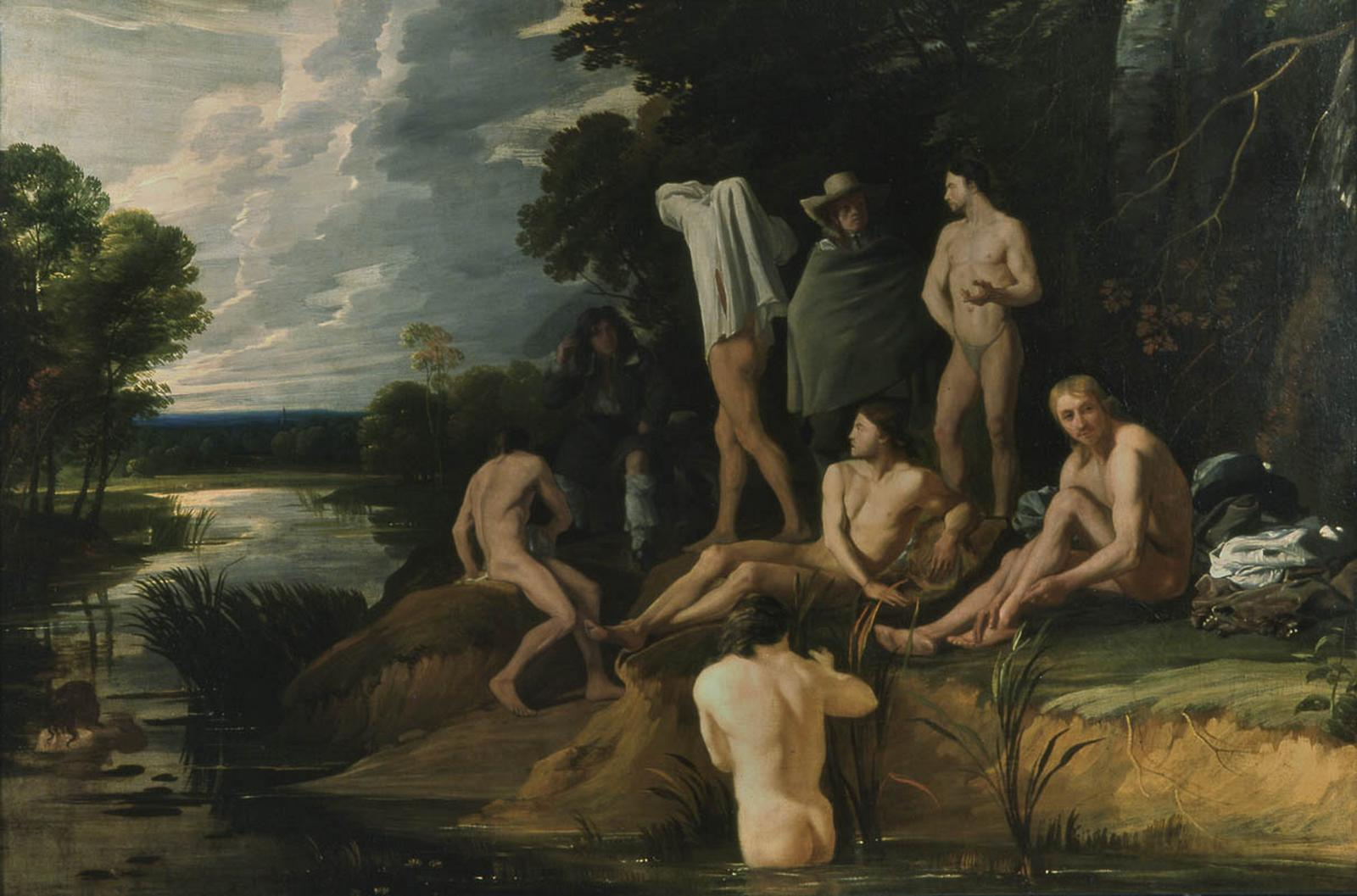
水浴びする人々
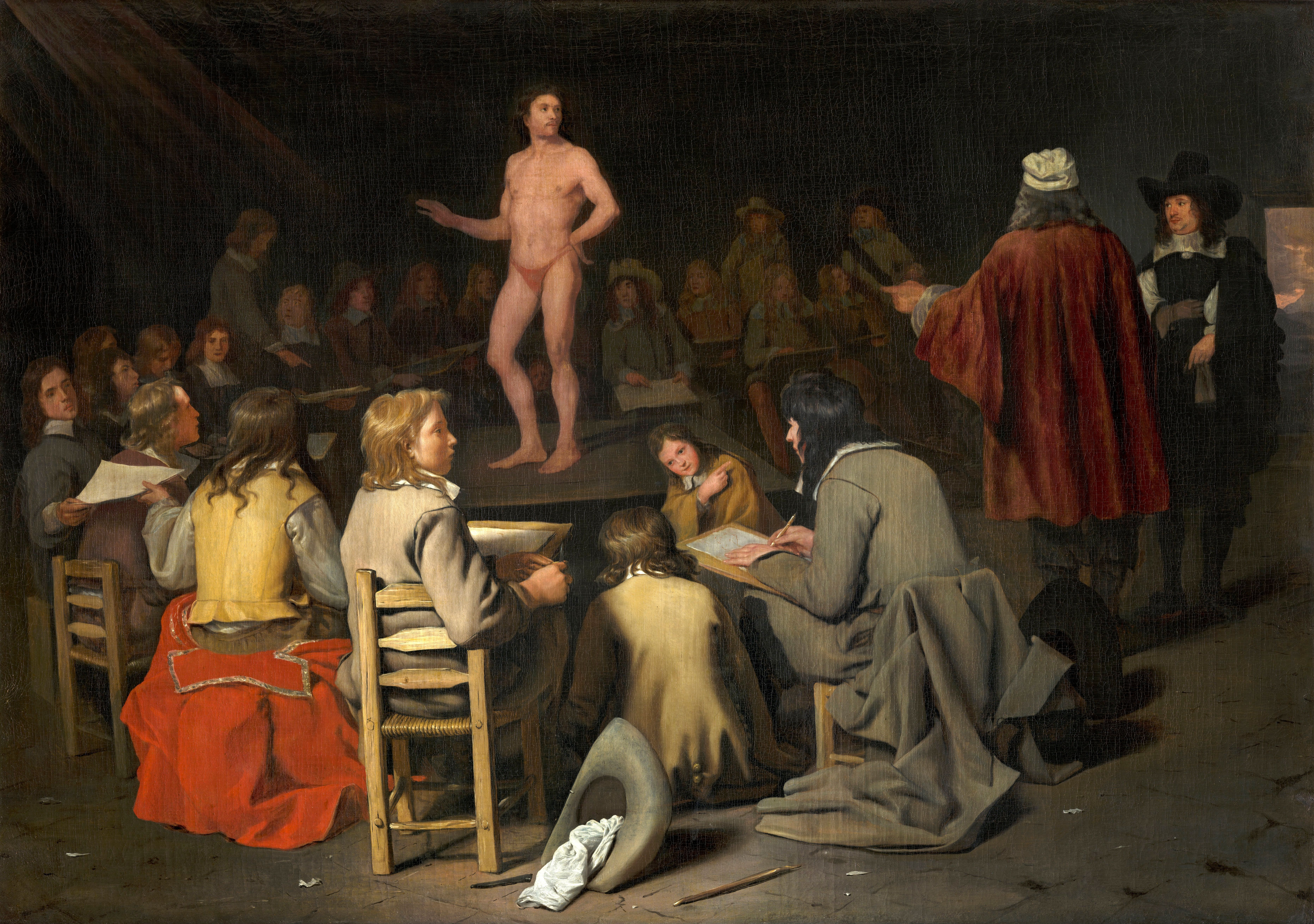
絵画教室
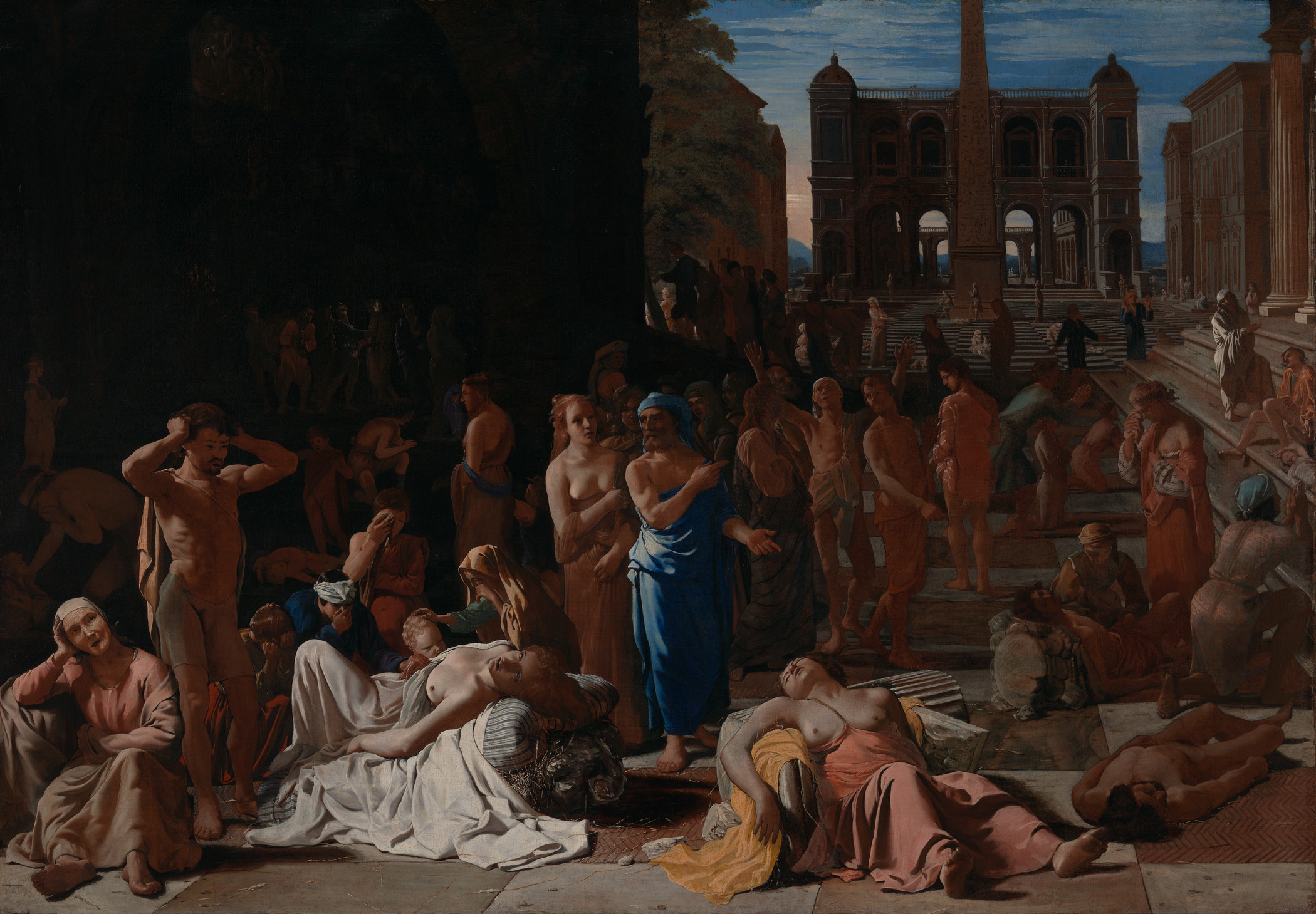
古代都市での疫病